# 整備補給群 (第7航空団)
第7航空団整備補給群（だい7こうくうだんせいびほきゅうぐん）は、百里基地に所在する第7航空団隷下の部隊である。

## 概要
百里基地に所在する航空機部隊（第7航空団飛行群）に所属する航空機や車両などの点検整備業務および同業務で使用する物品の補給・保管等を任務とする。

## 部隊編成
- 群本部
- 検査隊
- 装備隊
- 修理隊
- 車両器材隊
- 補給隊

## 主要幹部
| 官職名                  | 階級       | 氏名                            | 補職発令日                                   | 前職                                                          |
| ----------------------- | ---------- | ------------------------------- | -------------------------------------------- | ------------------------------------------------------------- |
| 第7航空団整備補給群司令 | 1等空佐    | 林 育正                         | 2019年03月27日                               | 航空幕僚監部人事教育部人事計画課 制度班長                     |
| 代                      | 氏名       | 在職期間                        | 前職                                         | 後職                                                          |
|                         | 木村寛     | 1962年01月18日 - 1963年03月15日 | 第7航空団司令部装備部長                      | 陸上幕僚監部幕僚庶務室研究班勤務 ※1等陸佐（陸上自衛官）に任命 |
|                         | 鈴木一     | 1965年02月16日 - 1967年03月15日 | 第5航空団整備補給群司令                      | 航空自衛隊補給統制処整備部長                                  |
|                         | 坂口俊夫   | 0000年00月00日 - 1969年07月15日 |                                              | 航空自衛隊第2補給処整備部長                                   |
|                         | 増田博     | 1969年07月16日 - 1971年03月15日 | 航空幕僚監部装備部整備課計画班長             | 統合幕僚会議事務局第4幕僚室勤務                               |
|                         | 甲斐省吾   | 1971年03月16日 - 1972年07月16日 | 航空幕僚監部装備部装備課計画班長             | 航空幕僚監部装備部整備課長                                    |
|                         | 片尾伸夫   | 1972年07月17日 - 1974年02月28日 | 航空自衛隊幹部学校勤務                       | 中部航空方面隊司令部装備部長                                  |
|                         | 梅地庸昭   | 1974年03月01日 - 1976年03月15日 | 航空幕僚監部装備部補給課 補給第1班長         | 北部航空方面隊司令部装備部長                                  |
|                         | 山口博     | 0000年00月00日 - 1978年04月16日 |                                              | 航空自衛隊第1術科学校第1教育部長                              |
|                         | 鹿島田矩基 | 1978年04月17日 - 1979年02月28日 | 航空幕僚監部装備部整備課 整備第1班長         | 航空自衛隊幹部学校勤務                                        |
|                         |            | 0000年00月00日 - 0000年00月00日 |                                              |                                                               |
|                         | 遠藤繁敏   | 1980年08月01日 - 1982年06月30日 | 航空幕僚監部装備部整備課計画班長             | 統合幕僚会議事務局第5幕僚室勤務                               |
|                         | 上村俊一   | 0000年00月00日 - 1985年03月15日 |                                              | 中部航空方面隊司令部装備部計画班長                            |
|                         |            | 0000年00月00日 - 0000年00月00日 |                                              |                                                               |
|                         | 中野凱夫   | 1986年08月01日 - 1988年03月15日 | 航空自衛隊第2補給処資材計画部長              | 航空自衛隊補給本部第2部長                                     |
|                         | 山本研一   | 1988年03月16日 - 1989年06月29日 | 航空幕僚監部装備部整備課 整備第1班長         | 航空幕僚監部装備部整備課長                                    |
|                         | 山中啓吉   | 0000年00月00日 - 1991年07月31日 |                                              | 航空幕僚監部装備部整備課長                                    |
|                         | 榎利美     | 1991年08月01日 - 1994年07月31日 | 航空幕僚監部装備部装備課計画班長 兼 調整班長 | 航空幕僚監部監理部監理課長                                    |
|                         | 岡本秀夫   | 1994年08月01日 - 1997年03月31日 | 航空幕僚監部装備部整備課計画班長             | 西部航空方面隊司令部装備部長                                  |
|                         | 三谷健一   | 1997年04月01日 - 1999年03月31日 | 航空幕僚監部人事教育部人事計画課 企画班長    | 航空自衛隊幹部学校勤務                                        |
|                         | 宮下今朝芳 | 1999年04月01日 - 2002年03月31日 | 航空幕僚監部装備部装備課計画班長             | 航空幕僚監部装備部整備課長                                    |
|                         | 藤井和弥   | 2002年04月01日 - 2003年11月30日 | 航空支援集団司令部装備部装備課長             | 中部航空方面隊司令部装備部長                                  |
|                         | 鈴木登志夫 | 2003年12月01日 - 2006年03月31日 | 契約本部大阪支部検査第1課長                  | 防衛大学校訓練部学生課長                                      |
|                         | 山本祐一   | 2006年04月01日 - 2007年12月02日 | 航空自衛隊第1補給処資材計画部長              | 航空幕僚監部総務部会計課長                                    |
|                         | 中井徳浩   | 2007年12月03日 - 2009年08月02日 | 第1輸送航空隊整備補給群司令                  | 航空自衛隊第1術科学校第1教育部長                              |
|                         | 長井竜夫   | 2009年08月03日 - 2010年11月30日 | 防衛政策局調査課勤務                         | 統合幕僚監部防衛計画部防衛課 防衛調整官                       |
|                         | 宇多田信明 | 2010年12月01日 - 2013年03月31日 | 航空幕僚監部装備部装備課計画班長             | 南西航空混成団司令部装備部長                                  |
|                         | 萬昌裕     | 2013年04月01日 - 2015年11月30日 | 航空総隊司令部装備部整備課長                 | 北部航空方面隊司令部装備部長                                  |
|                         | 中澤省吾   | 2015年12月01日 - 2016年12月21日 | 航空幕僚監部装備計画部装備課勤務             | 防衛装備庁プロジェクト管理部 装備技術官                       |
|                         | 加藤栄一   | 2016年12月22日 - 2019年 3月26日 | 航空自衛隊補給本部航空機部 航空機管理課長    | 北部航空方面隊司令部装備部長                                  |